# Zastava 101
Zastava 101 kompaktni je automobil koji je proizvodila Jugoslavenska tvornica Zavodi Crvena Zastava poznatija kao Zastava. Automobil je također poznat po imenu Stojadin što proizlazi iz nepravilno izgovorenih riječi sto jedan. Automobil se proizvodio od 1971. do 1989. godine kada je i samu tvornicu Zastava preuzeo većinski vlasnik Fiat. Proizvodnja je neko vrijeme bila obustavljena nakon čega je automobil dobio redizajn. 2008. godine bilo je moguće nabaviti Zastavu 101 po cijeni nižoj od 4000 jugoslavenskih dinara što je bilo manje od cijene Yuga.

## Tehničke karakteristike
Automobil se proizvodio u četiri verzije: 1116 cm3 s 40,4 kW i 47 kW i 1286 cm3 s 47,8 kW i 53,7 kW. Proizvodio se u više inačica: s pet vrata (101, 101 SC, 101 Specijal) i s trojim vratima kao Zastava 101 Mediteran. Karoserija Zastave 101 je zapravo bila Fiatov projekt modela 128 s pet vrata.

## Povijest modela
Fiat 128 počeo se proizvoditi 1969. godine i već 1970. licenca je prodana jugoslavenskoj tvornici Zastava. Tu počinje priča o Stojadinu. Kako je model baziran na Fiatu 128 i ima mnogo sličnosti s njim, bilo je logično da će automobil imati i karoseriju Fiata 128. Bila je uzeta karoserija odbačenog Fiatovog projekta s pet vrata. Zastava 101 je bio automobil ispred svog vremena. Objedinio je poprečno postavljen motor i mjenjač, neovisan ovjes na svim kotačima i peta vrata prtljažnika. Četiri godine poslije sve to je imao i Golf 1. Između '70-ih i '80-ih bilo je više izvedbi Zastave 101, među kojima valja spomenuti Comfort i GTL s pet vrata i model Mediteran s trojim vratima. 1989. godine model je preimenovan u Skalu i dobio je četvrtasta svjetla, a 1980. svog brata s „repom”, Zastavu 128. Nakon toga model je dobio par redizajna, te je na kraju njegova proizvodnja završena 2008. godine s ukupnim brojem od 1273532 proizvedenih automobila.

## Zastava ili Yugo?
1980-ih godina kada je u proizvodnu paletu stigao model 128, načinjen na originalnoj karoseriji Fiata 128, bilo je mnogo zbrke oko imena automobila. Kada je u proizvodnju uveden Yugo, modeli su dobili nova imena pa je on sam postao Koral, a 101 i 128 su postali Skala. Na cestama je bilo moguće vidjeti dva ista automobila s različitim imenima npr. Zastava 101 Skala 55 i Yugo Skala 55. Zbrka je potrajala dosta dugo, no prekinuta je 2000. godine kada se nakon obnavljanja tvornice odlučuje za konačno ime Zastava, pa su tako modeli nakon redizajna nosili imena Zastava 101/128 Skala 55/65 ovisno o snazi motora.

## Kraj proizvodnje
Nakon obnavljanja tvornice poslije NATO bombardiranja sama Zastava je jako loše poslovala. Fiat je preuzeo dio tvornice i pokušao obnoviti prodaju nižom cijenom i izvozom, no ni to nije pomoglo, pa je 2008. godine Tvornica automobila Zastava službeno prekinula s radom te je Fiat postao većinski vlasnik s udjelom većim od 80%.